# Boreorm
Boreormen (Polydora ciliata) er en 2 centimeter lang ledorm i klassen havbørsteorme. Den borer aflange huller i kalksten eller bløddyrskaller. Her placerer boreormen et rør, hvori den opholder sig.

## Levevis
Boreormen lever af plankton, som den filtrerer fra vandet med sine lange tentakler.
Boreormen borer ved hjælp af nogle meget kraftige børster, der er placeret på det femte kropsled. Den foretager da nogle roterende bevægelser med forkroppen. Skallerne af strandsnegle kan helt mangle toppen, især hos ældre snegle, på grund af boreormen.